# Nalewka gwajakowa
Nalewka gwajakowa (łac. tinctura guajaci) to alkoholowy roztwór żywicy gwajakowej. Składniki: 
- żywica gwajakowa, 1 część
- etanol 60-70%-owy 5 części

Żywica gwajakowa jest to wysuszona wydzielina wyciekająca z uszkodzonych pni gwajakowca lekarskiego. 
Nalewka gwajakowa jest stosowana do wykrywania białek, np. glutenu, a także do reakcji barwnych, pomocnych przy identyfikowaniu gatunków porostów i grzybów. 
Dawniej stosowano ją także w lecznictwie.